# Josef Dominik Škroup
Josef Dominik Škroup (* 2. August 1766 in Včelákov; † 10. August 1830 in Osice) war ein böhmischer Komponist und Vater von František Škroup und Jan Nepomuk Škroup, die ebenfalls als Komponisten tätig waren. 
Er hinterließ zahlreiche Kompositionen, vor allem Kirchenmusik, darunter 20 lateinische Messen, Kirchenlieder, Gradualien, Oratorien, ein Konzert für Orgel und Orchester und ein Hornkonzert.

## Leben
Škroup wurde im Alter von acht Jahren Waise und wuchs bei seinem Onkel, einem Kantor, auf. 
Nach Abschluss der Lehrerausbildung in Pardubice unterrichtete er zunächst in Rosice, von 1787 bis 1797 in Libišany, danach in Býšť, bis er 1800 nach Osice kam, wo er bis zu seinem Tode lebte. 
Škroup genoss als Dirigent, Organist und Instrumentalist ein hohes Ansehen. Seine Kompositionen verknüpfen neapolitanische mit klassischen Stilelementen. Seine Kompositionen für Horn und für Orgel zeichnen sich durch lebhaften Rhythmus, kontrastierende Themen und klare Form aus.

## Werke
- 20 Messen
- Ave Maria
- Konzert in F-Dur für Orgel und Orchester
- Konzert in G-Dur für Querflöte und Orchester
- Konzert für Horn und Orchester
- Salve Regina
- Te Deum
- Requiem